# حصيرة ميكروبية
الحصيرة الميكروبية هي قطعة متعددة الطبقات من الكائنات الدقيقة التي تتكون بشكلٍ أساسي من البكتيريا والعتائق. وتنمو الحصائر الميكروبية في شكل أسطح بيئية بين أنواع مختلفة من المواد، وغالبًا ما تنمو على الأسطح المغمورة بالمياه أو الرطبة لكن القليل منها يعيش في الصحراء. وتستعمر البيئات التي تتراوح فيها درجة الحرارة بين -40 درجة مئوية إلى 120 درجة مئوية. كما تم العثور على القليل من هذه الطبقات في هيئة معايش جواني داخل الحيوانات.
وتُشكل الحصائر الميكروبية نطاقًا واسعًا من البيئات الكيميائية الداخلية، بالرغم من وجود بضعة سنتيمترات سميكة على الأكثر بها، ومن ثم تتكون بشكلٍ عام من طبقات من الكائنات الدقيقة التي يمكن أن تتغذى على أو تتعامل على الأقل مع العناصر الكيميائية السائدة في مستواها، والتي عادةً ما تكون أنواعًا وثيقة الصلة ببعضها. وعادةً ما تتماسك الطبقات في الظروف الرطبة عن طريق عناصر لزجة يتم إفرازها من خلال الكائنات الدقيقة، وفي معظم الحالات تشكل بعض الكائنات الدقيقة شبكات معقّدة من الشعيرات التي تزيد من قوة الحصائر. وتعتبر الطبقات المسطحة هي أفضل الأشكال الفيزيائية المعروفة بالإضافة إلى الركائز القصيرة التي يطلق عليها ستروماتوليت، لكن هناك أيضًا أشكالاً كروية.
وتعتبر الحصائر الميكروبية أقدم أشكال الحياة على الأرض حيث تمثل نوعًا جيدًا من الأدلة الحفرية، تعد هذه الطبقات ولا تزال كذلك العناصر الأكثر أهمية والواقية لـالنظم البيئية لكوكب الأرض. كما تعتمد بشكلٍ جوهري على فوهات حرمائية للطاقة و«الغذاء» الكيميائي، لكن تطور عملية التركيب الضوئي قام بتحريرها تدريجيًا من «النطاق الحرمائي» عن طريق توفير مصدر طاقة متاح بشكلٍ أكبر، وهو ضوء الشمس، وبالرغم من ذلك لا تزال طبقات البناء الضوئي تعتمد بشكلٍ مبدئي على انتشار العناصر الكيميائية التي تنبعث من الفوهات الحرمائية. وكانت آخر وأهم مرحلة من هذا التحرر هي تطور عملية البناء الضوئي المنتجة للأكسجين حيث أن المدخلات الكيميائية الأساسية بالنسبة لهذه العملية هي ثاني أكسيد الكربون والماء.
وكنتيجةٍ لذلك، بدأت الحصائر الميكروبية في إنتاج الغلاف الجوي الذي نعرفه اليوم والذي يعد فيه الأكسجين الحر عنصرًا حيويًا. وفي نفس الوقت تقريبًا، كانت الطبقات منبتًا لنوع حقيقيات النوى الأكثر تعقيدًا من الخلية التي تتكون منها جميع الكائنات الدقيقة متعددة الخلايا. كما كانت الحصائر الميكروبية متوفّرة بكثرةٍ في قاع البحار الضحلة حتى دوران الطبقة السفلية في العصر الكامبري، فعندما عاشت الحيوانات في بحارٍ ضحلة زادت قدرتها التنقيبية ومن ثم استطاعت تحطيم أسطح الطبقات وسمحت بتغلغل الماء الذي يحتوي على الأكسجين عبر الطبقات الأكثر عمقًا، مما أدى إلى تسمّم الكائنات الدقيقة غير المتفاعلة مع الأكسجين التي تعيش هناك. وبالرغم من أن هذا الدورات قد أبعدت الحصائر عن الطبقات الناعمة للبحار الضحلة، إلا أنها لا تزال مزدهرة في العديد من البيئات التي يكون التنقيب فيها محدودًا أو مستحيلاً ومن بينها قيعان البحار والشواطئ الصخرية والبحيرات شديدة الملوحة وشبه المالحة، كما وجدت الطبقات على أرضيات المحيطات العميقة.
وبسبب قدرة الحصائر الميكروبية على استخدام أي شيء ممكن في هيئة «غذاء»، هناك اهتمام كبير بالاستخدامات الصناعية للطبقات وخاصة فيما يتعلق بمعالجة المياه وتطهير الهواء الملوث.

## الوصف

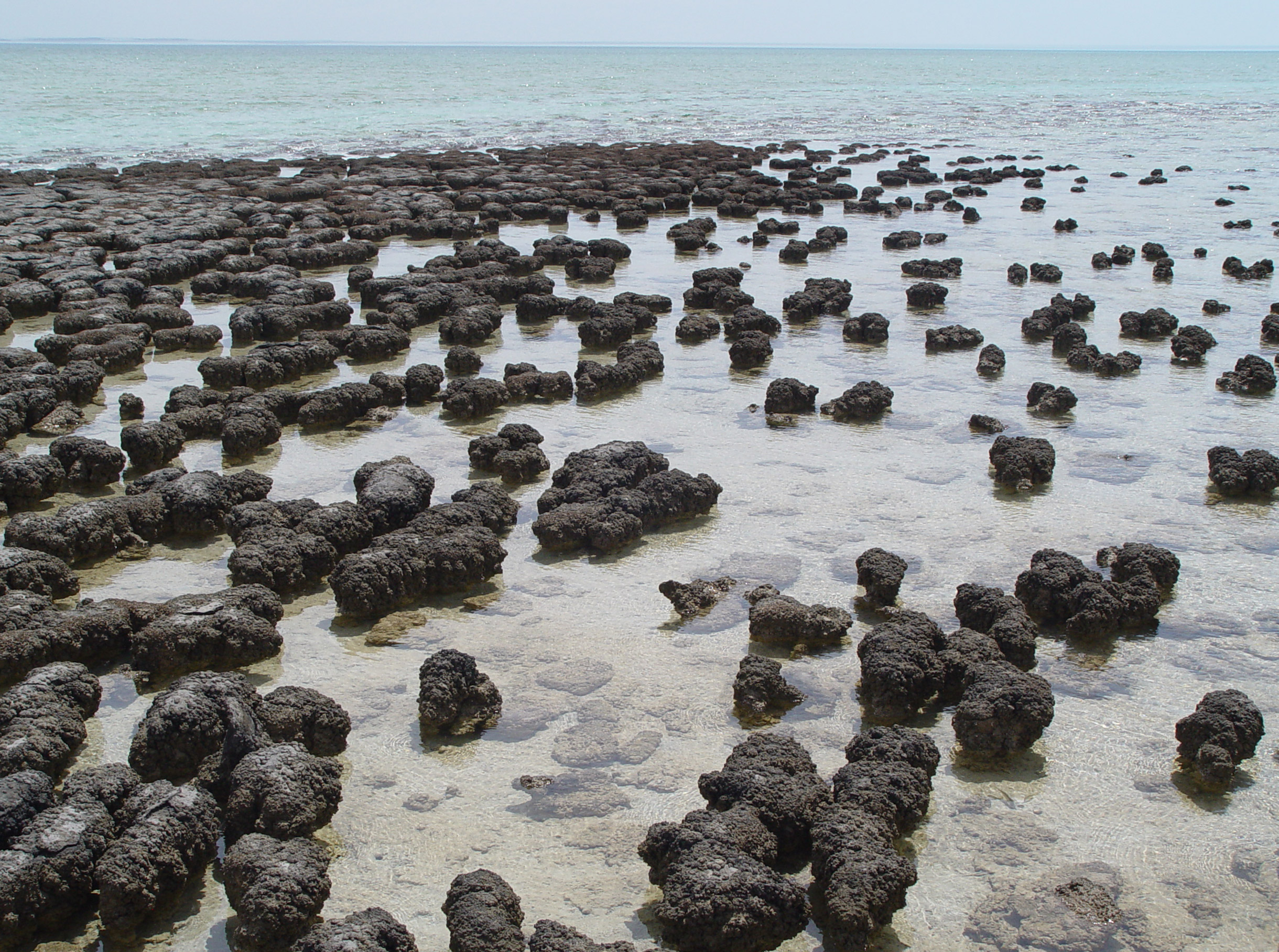
تكونت الستروماتوليت عن طريق بعض الحصائر الميكروبية حيث تتجه بعض الميكروبات بشكلٍ بطيء إلى أعلى حتى تتجنب التعرض للاختناق بسبب الرواسب.

تعرف الطبقات الميكروبية أيضًا باسم «حصائر الطحالب» و«الحصائر البكتيرية» وذلك في المؤلفات العلمية القديمة. كما تعد نوعًا من البيوفيلم الذي يتميز بشكل كبير يكفي لرؤيته بالعين المجردة وقوي أيضًا مما يجعله يتحمل العيش وسط ضغوطات فيزيائية متوسطة. وتتكون مستمرات البكتيريا هذه على الأسطح في هيئة أنواع عديدة من الأسطح البيئية، على سبيل المثال بين الماء والرواسب أو الصخور في القاع، وبين الهواء والصخور أو الرواسب، أو بين التربة وأسفل الصخور، إلخ. وتشكل هذه الأسطح البيئية تدرجات كيميائية عمودية، على سبيل المثال التنوّعات العمودية في التركيب الكيميائي، التي تصنع مستويات مختلفة مناسبة لأنواع مختلفة من البكتيريا ومن ثم تقوم بتقسيم الحصائر الميكروبية إلى طبقات، والتي قد تُلاحظ بشكلٍ واضح أو قد تختلط بشكلٍ تدريجي مع بعضها البعض. ويكون تنوع الميكروبات قادرًا على تجاوز حدود الانتشار باستخدام «أسلاك النانو» لنقل الإلكترونات من تفاعلاتها الأيضية وحتى سنتيميترين في عمق الرواسب- على سبيل المثال، يمكن نقل الإلكترونات من التفاعلات التي تحتوي على كبريتيد الهيدروجين إلى أعماق الرواسب ومن ثم إلى الأكسجين في الماء والذي يقوم بدور المستقبل للإلكترون.
وقد يكون أفضل أنواع الحصائر الميكروبية المعروفة هو الحصائر الرقائقية المسطّحة، التي تتكون على الأسطح الأفقية بشكلٍ تقريبي، والستروماتوليت، كما تنشأ الركائز القصيرة عندما تتجه الميكروبات إلى أعلى بشكلٍ بطيء لتجنّب الاختناق عن طريق الرواسب التي تتراكم عليها من خلال الماء. ومع ذلك هناك أيضًا حصائر كروية، يتواجد بعضها خارج حبيبات الصخور أو على أية مواد صلبة أخرى بينما يتواجد البعض الآخر داخل الأجسام الكروية الأخرى للرواسب.

### التركيب
تتكون الحصيرة الميكروبية من طبقاتٍ متعددة، يتحكم في كلٍ منها أنواع معينة من الكائنات الدقيقة، وخاصةً البكتيريا. وبالرغم من أن تكوين الحصائر الخاص يتنوع وفقًا للبيئة، لكن كقاعدةٍ عامة تعمل المنتجات الفرعية لكل مجموعة من الكائنات الدقيقة باعتبارها «غذاءً» للمجموعات الأخرى. وفي الواقع، تشكل كل حصيرة سلسلة غذائية، خاصة بها مع مجموعة واحدة أو عدة مجموعات في أعلى السلسلة الغذائية وذلك حتى لاتستهلك المجموعات الأخرى منتجاتها الفرعية. وتسيطر أنواع مختلفة من الكائنات الدقيقة على طبقاتٍ مختلفة اعتمادًا على الميزة النسبية للعيش في هذه الطبقة. وبمعنى آخر، فإنها تعيش في مواقع حيث يمكنها التفوق فيها على المجموعات الأخرى وذلك بدلاً من العيش في المواقع التي يتمتعون فيها براحةٍ أكثر بشكلٍ مطلق — حيث أن العلاقة بين المجموعات المختلفة عبارة عن مزيجٍ من التنافس والتعاون. ونظرًا لأن الإمكانيات الأيضية للبكتيريا (وهي ما تستطيع «تناوله» وطبيعة الظروف التي تستطيع تحملها) تعتمد بشكلٍ أساسي على علم الوراثة العرقي (على سبيل المثال المجموعات الأكثر ارتباطًا ببعضها تتمتع بعمليات تمثيل غذائي متشابهة), تنقسم الطبقات المختلفة من الحصيرة على حدٍ سواء من خلال مساهماتهم الأيضية في المجتمع ومن خلال علاقاتهم العرقية.
وفي البيئة الرطبة حيث يكون ضوء الشمس هو المصدر الرئيسي للطاقة، تتم السيطرة بشكلٍ عام على الطبقات العليا عن طريق الزراقم الهوائية ذات التركيب الضوئي (وهي بكتيريا خضراء مائلة إلى الأزرق نتج لونها عن طريق احتوائها على الكلوروفيل), في حين تتم السيطرة بشكلٍ عام على الطبقات السفلى عن طريق كائنات لاهوائية هي البكتيريا الممتصة للكبريت. وأحيانًا ما يكون هناك طبقات متوسطة (مشبعة بالأكسجين فقط في أوقات النهار) استقرت عن طريق بكتريا لاهوائية اختيارية. على سبيل المثال، تم اكتشاف نوع مختلف من الحصائر في برك شديدة الملوحة بالقرب من مدينة جريرو نيجرو (بالمكسيك). وهناك بعض الحصائر ذات طبقة بنفسجية متوسطة استعمرتها بكتيريا بنفسجية ذات تركيب ضوئي. بينما تمتلك بعض الحصائر الأخرى طبقة بيضاء استعمرتها بكتيريا مؤكسدة للكبريتيد كيميائية التغذي وبأسفلها طبقة زيتونية اللون استعمرتها خضربيات والبكتيريا غيرية التغذية. ومع ذلك، فإن تركيب هذه الطبقة يتغير خلال اليوم: حيث تنتقل بعض أنواع الزراقم إلى طبقاتٍ أعمق في الصباح، ثم تعود مرةً ثانية في المساء، لتتجنب ضوء الشمس المكثّف والأشعة فوق البنفسجية في منتصف النهار.
تتماسك الحصائر الميكروبية بشكلٍ عام وتلتصق مع الطبقات السفلية الخاصة بها بواسطة عناصر بوليمرية خارج الخلية تتصف باللزوجة والتي تقوم بإفرازها. في العديد من الحالات تكوّن بعض البكتيريا شعيرات (خيوط)، تكون متشابكة ومن ثم تعمل على زيادة القوة التركيبية للمستمعرة، وخاصةً إذا كانت الشعيرات تتمتع بأغماد (أغطية خارجية قوية).
هذا المزيج من الشعيرات اللزجة والمتشابكة يجذب الكائنات الدقيقة الأخرى والتي تصبح جزءًا من مجتمع الحصائر، على سبيل المثال الأوليات حيث يتغذى بعضها على البكتيريا المصنوعة من الحصائر، والدياتومات التي غالبًا ما تسد أسطح الحصائر الميكروبية المغمورة بأغطية رفيعة تشبه البرشمان.

## وصلات خارجية
- Jürgen Schieber. "Microbial Mat Page". مؤرشف من الأصل في 2018-06-02. اطلع عليه بتاريخ 2008-07-01. - outline of microbial mats and pictures of mats in various situations and at various magnifications.